# دانکن (آریزونا)
دانکن (به انگلیسی: Duncan) شهری در شهرستان گرینلی ایالت آریزونا است که در سرشماری سال ۲۰۱۰ میلادی، ۶۹۶ نفر جمعیت داشته است. دانکن، به‌طور رسمی در تاریخ ۱۹۳۸ میلادی به‌عنوان یک شهر شناخته شد.